# ФК Ордабаси
ФК „Ордабасъ“ е футболен клуб от град Шъмкент, Казахстан.
Основан през 2000 г., тимът се състезава на най-високото ниво на казахстанския футбол – Казахстанската висша лига.
НА 5 февруари 2017, Алексей Петрушин заменя Бахтияр Байсетов като мениджър 

## Успехи
- Висша лига:
  -  Шампион (1): 2023
  -  Бронзов медалист (2): 2017, 2019

- Купа на Казахстан:
  -  Носител (2): 2011, 2022
  -  Финалист (1): 2007

- Суперкупа на Казахстан:
  -  Носител (1): 2012
  -  Финалист (5): 2015, 2018, 2019, 2023, 2024

## Предишни имена
| Години      | Име      |
| ----------- | -------- |
| 1998        | Томирис  |
| 1999        | Синтез   |
| 2000        | Томирис  |
| 2000 – 2002 | Достык   |
| от 2003     | Ордабаси |

## Български футболисти
- Преслав Йорданов: 2017 - (17 мача - 5 гола)